# Corrente de limite

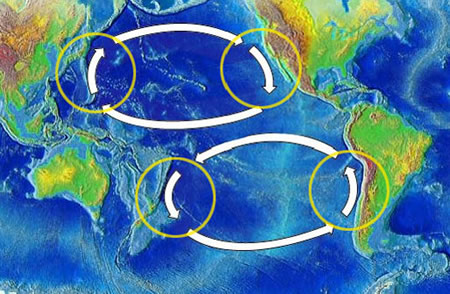
As correntes de limite oeste e leste dos dois maiores giros do Pacífico são circundadas neste diagrama.

Correntes de limite são correntes oceânicas com dinâmica determinada pela presença de linha costeira, e dividem-se em duas categorias distintas: correntes de limite oeste e correntes de limite leste.